# Годфред (конунг)
Годфред (Гудфред, Готтфрід) або Гетрік (д/н — 810) — конунг данів в Ютландії, Фюні, Лолланді й можливо в південній Зеландії. Ймовірно одним з перших розпочав політику об'єднання земель данів.

## Життєпис
Син конунга Сігфреда I. Між 798 та 800 роками після смерті батька очолив данів у південній Ютландії. Його резиденцією було місто Хедебю, яке ймовірно було зведено за наказом цього конунгом на місці (або поруч) стародавнього поселення Слієсторп. З французьких хронік випливає, що Годфред був королем над Ютландією, Вестфоллом (південна Норвегія) і Сконе, тому він, на думку частини дослідників, також керував Зеландією і Фюном. Втім це малоймовірно, напевне, Годфред був доволі могутнім конунгом (напевне міг контролювати Фюн) і найбільш відомим для хроністів. Тому вони приписали йому владу над землями, відомими на північ. Більш імовірно, що Годфред збирав данину з вказаних земель або мав союзні стосунки з їх конунгами, які визнавали Годфреда верховним конунгом, але зберігали самостійність.
Спочатку підтримував саксів у боротьбі з франками. В «Анналах королівства франків» згадується військова діяльність Годфреда проти Франкської імперії. У 804 році він збирає в Хедебю військо і флот для захисту від наступу ободритів, союзників Франкської імперії, які після поразки саксів 798 року просунулися до річки Айдер, створивши загрозу володінням данів. Годфред зустрів війська імператора Карла Івеликого південніше Ельби. Противники вели переговори, результат яких невідомий, але, скоріш за все, пряме зіткнення між ними було попереджено.
Згідно «Саги про Скельдунгів» 803 року завоював Зеландію, поваливши конунга Грьоріка II. Згодом зумів встановити владу над усією Ютландією, причиною чого була міграція конунга Гальфдана до Франкської імперії. Проте влада Годфреда обмежувалася збиранням данини та усуненням могутніх конунгів і гевдінгів (вождів).
808 року напав на ободритів, знищивши місто Рерік — торговельного конкурента Хедебю, переселивши з нього ремісників і купців до Хедебю. Було повішено місцево князя Годлава, брата Дражко, верховного князя Ободритського союзу. Водночас місцеві ободрити повинні були сплачувати данину Годфреду. Невдовзі після цього походу він побудував укріплення на кордоні з саксами по північному березі річки Айдер. На думку дослідників, це належить до тієї частини Даневирке, яка з'єднала його з побудованими також при Годфреді укріпленнями Хедебю. Ймовірно захист потрібен був від нападів ободритів. У 809 році перемовини стосовно цього між Годфредом та представниками імператора не дали результатів.
У 810 році на чолі 200 «довгих кораблів» здійснив похід проти графства Фризія. З великим флотом він пройшов узбережжям і повернувся до Хедебю, отримавши викуп у 100 лібрів срібла. Стурбований Карл Великий зібрав флот для походу проти Годфреда, але потреба в ньому відпала — того було вбито одним зі своїх дружинників. Владу перейняв його небіж Геммінг.